# Vojka nad Dunajom

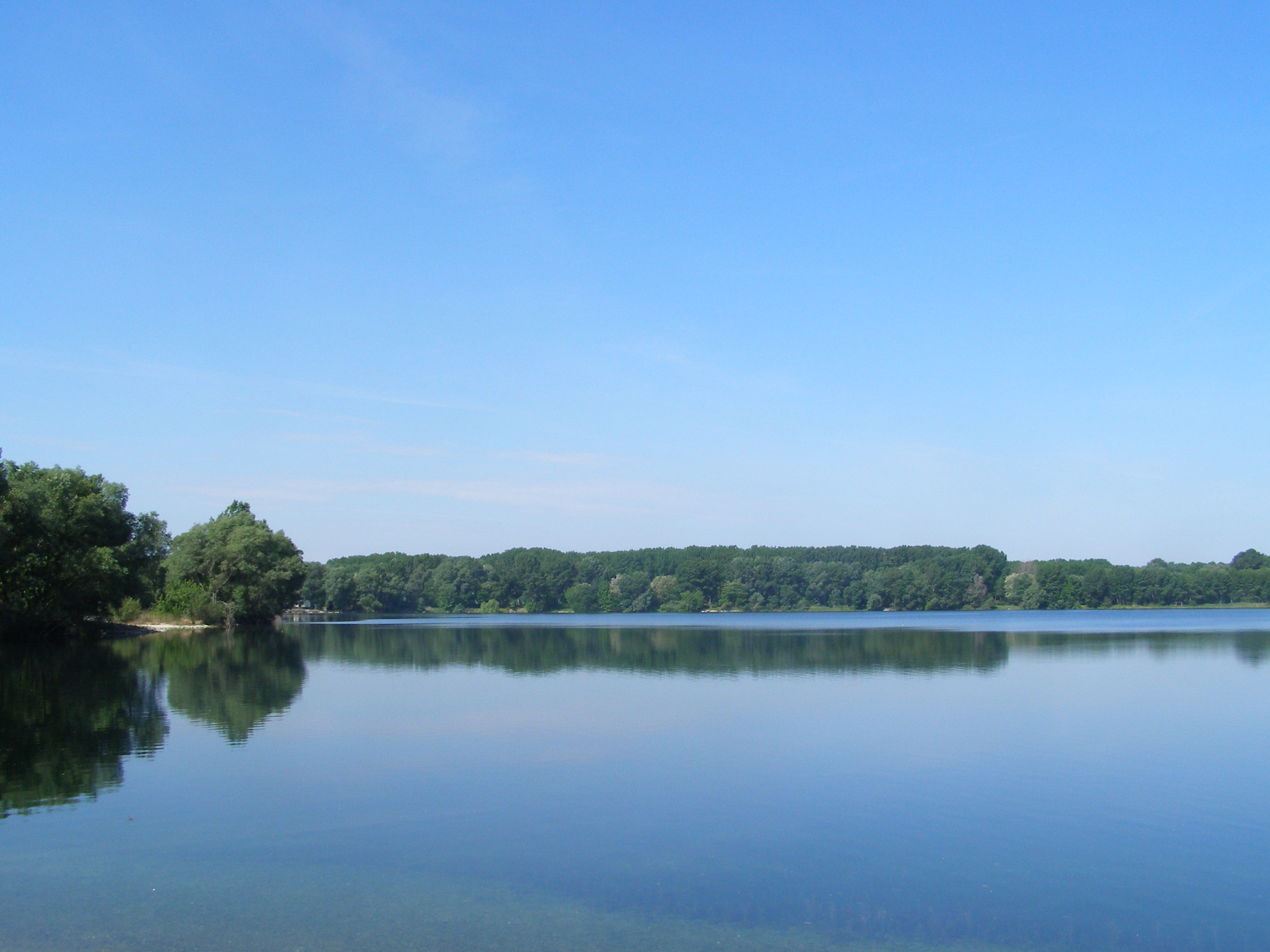
Vojka nad Dunajom

Vojka nad Dunajom (Hongaars: Vajka) is een Slowaakse gemeente in de regio Trnava, en maakt deel uit van het district Dunajská Streda.
Vojka nad Dunajom telt 459 inwoners.